# Les Epesses
Les Epesses település Franciaországban, Vendée megyében. Lakosainak száma 2984 fő (2022. január 1.). Les Epesses Les Herbiers, Mallièvre, Saint-Malô-du-Bois, Saint-Mars-la-Réorthe, Treize-Vents, Chanverrie és Sèvremont községekkel határos.

## Népesség
A település népességének változása:
| Lakosok száma | 2742 | 2812 | 2886 | 2853 | 2873 | 2914 | 2941 | 2984 | 2984 |
|               | 2013 | 2015 | 2016 | 2017 | 2018 | 2019 | 2020 | 2021 | 2022 |